# 에어 시나이
에어 시나이(영어: Air Sinai)는 이집트의 항공사로 당시 2개 노선을 취항하고 있다. 본사는 이집트 카이로에 위치해 있으며 1982년에 설립했다. 또한 사용하고 있는 허브 공항으로 카이로 국제공항, 벤구리온 국제공항이 있다.

## 역사
에어 시나이는 1982년 이집트와 이스라엘의 정기 국제선 노선을 운항하기 위해 설립되었다. 이스라엘에 직항 노선을 아랍 국가인 이집트 경력 플래그가 운항하는 것은 다른 아랍 국가의 비판을 초래할 우려가 있기 때문에 모회사인 이집트 항공에서 보잉 737-200을 임대해 이스라엘 국제선 운항에 있어서 다른 일부 리조트 노선도 이집트 항공편으로 운항했다. 또한 1980년대에 포커 27 기종으로 운항하고 있다. 2002년 운항이 중단되면서 이집트 항공의 이름 뿐인 자회사로 남아있다.

## 운항 노선
- 이집트
  - 카이로 - 카이로 국제공항 허브
- 이스라엘
  - 텔아비브 - 벤구리온 국제공항 제 2 허브

## 같이 보기
- 영국 아시아 항공